# Спори медији
Спори медији (Slow media) је покрет усредсређен на темпо производње и употребе медија у дигитално доба. Залаже се за алтернативне начине стварања и употребе медија који би имали бољу намеру, који су пријатнији, дуготрајнији, боље истражени/написани/дизајнирани, етичнији и у целини квалитетнији.
Спори медији су се развили као одговор на сложене медијске формате и тренутне методе комуникације карактеристичне за дигиталну културу, у којима се „велике количине информација ажурирају у реалном времену и непрестано су вам надохват руке“. Присталице спорих медија критикују сфере у којима се медији производе, деле и троше због вредновања непосредности и драматичне презентације, како би привукли пажњу и максимално повећали публику, а на уштрб суштине и веродостојности дела.

## Повезани појмови
Спори медији су огранак Спорог покрета, познатог и као Споро живљење. Спори медији уско су повезани са покретима Спори блогинг, Споре књиге, Спора комуникација, Споро новинарство, Споре вести, Споро читање и Спора телевизија, а понекад се користе и као термин који обухвата све ове аспекте.

## Филозофија и праксе
Појам „спори медији“ су многи људи спонтано сковали око 2002–2009 године. Писци, репортери, филмски ствараоци и коментатори (укључујући Аријану Хафингтон) промовисали су концепт Спорих медија у издаваштвима попут The Atlantic, Forbes, Grantmakers in the Arts, Huffington Post, The Times of London, Prospect, Rocky Mountain News, The Wall Street Journal, The Washington Post, као и у фејсбук групама, широком спектру блогова и другде.
Присталице Спорих медија узимају Спору храну као свој модел. „Баш као што се ни Спора храна, тако се ни Спори медији не раде о брзој употреби, већ о пажљивом одабиру састојака и њиховој концентрисаној припреми“, написали су Бенедикт Келер, Сабрија Давид и Јерг Блумтрит у широко распрострањеном „Манифесту о Спорим медијима“. Они су изјавили да Спори медији нису одбацивање брзине и истовремености дигиталних медија, већ „став и начин на који се они користe“. Према овом манифесту, „Управо је то убрзање до којег је дошло у више од једне области живота разлог због којег је постало могуће створити острва намерне спорости која су и неопходна за опстанак“.